# Jan Pauwel Gillemans il Giovane
Jan Pauwel Gillemans detto il Giovane (Anversa, 1651 – prima del 1704) è stato un pittore belga.

## Biografia

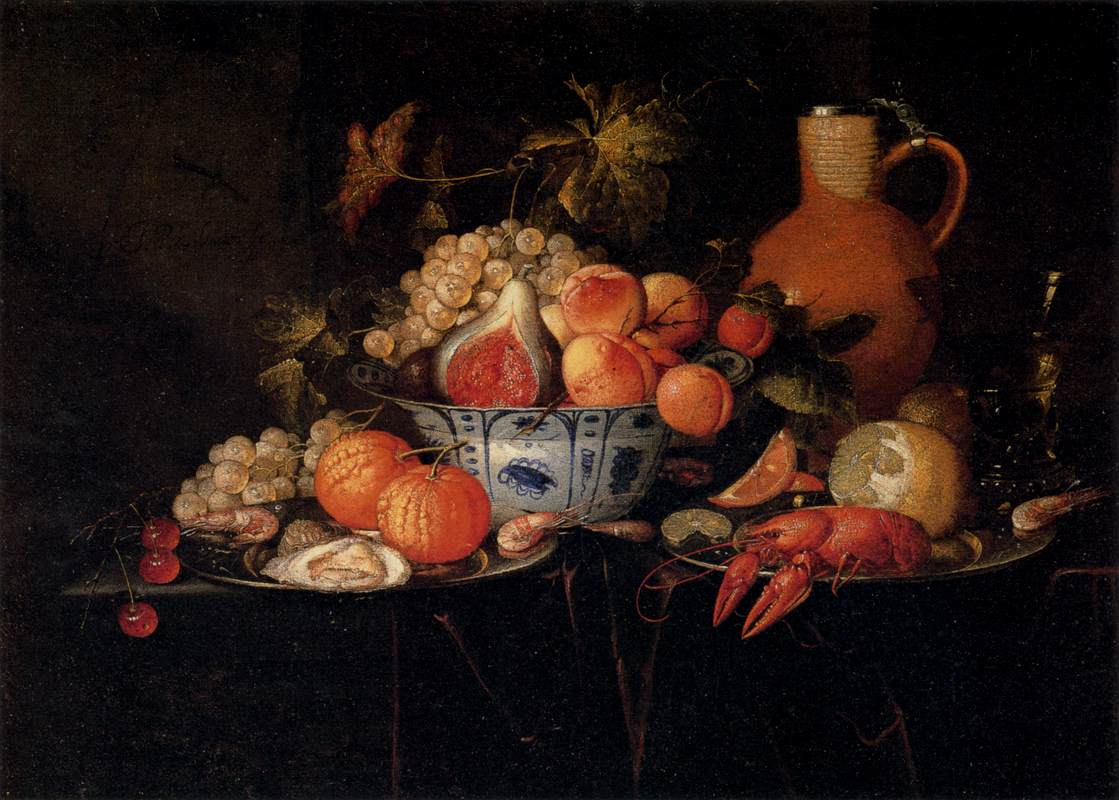
Natura morta, Palazzo Pitti, Firenze

Fu prima allievo di suo padre, Jan Pauwel Gillemans il Vecchio, e dal 1665 di Joris van Son ad Anversa. Nel 1673 fu accolto tra i maestri della Gilda di San Luca. Sembra che abbia lavorato più volte a Middelburg, ove fu iscritto alla corporazione dei pittori tra il 1700 e il 1702.
Le sue nature morte, di piccolo formato, sono eseguite nello stesso stile di quelle del padre. Collaborò con J. P. Ykens e P. Rysbrack.